# Heilig-Geist-Kirche (Düsseldorf)

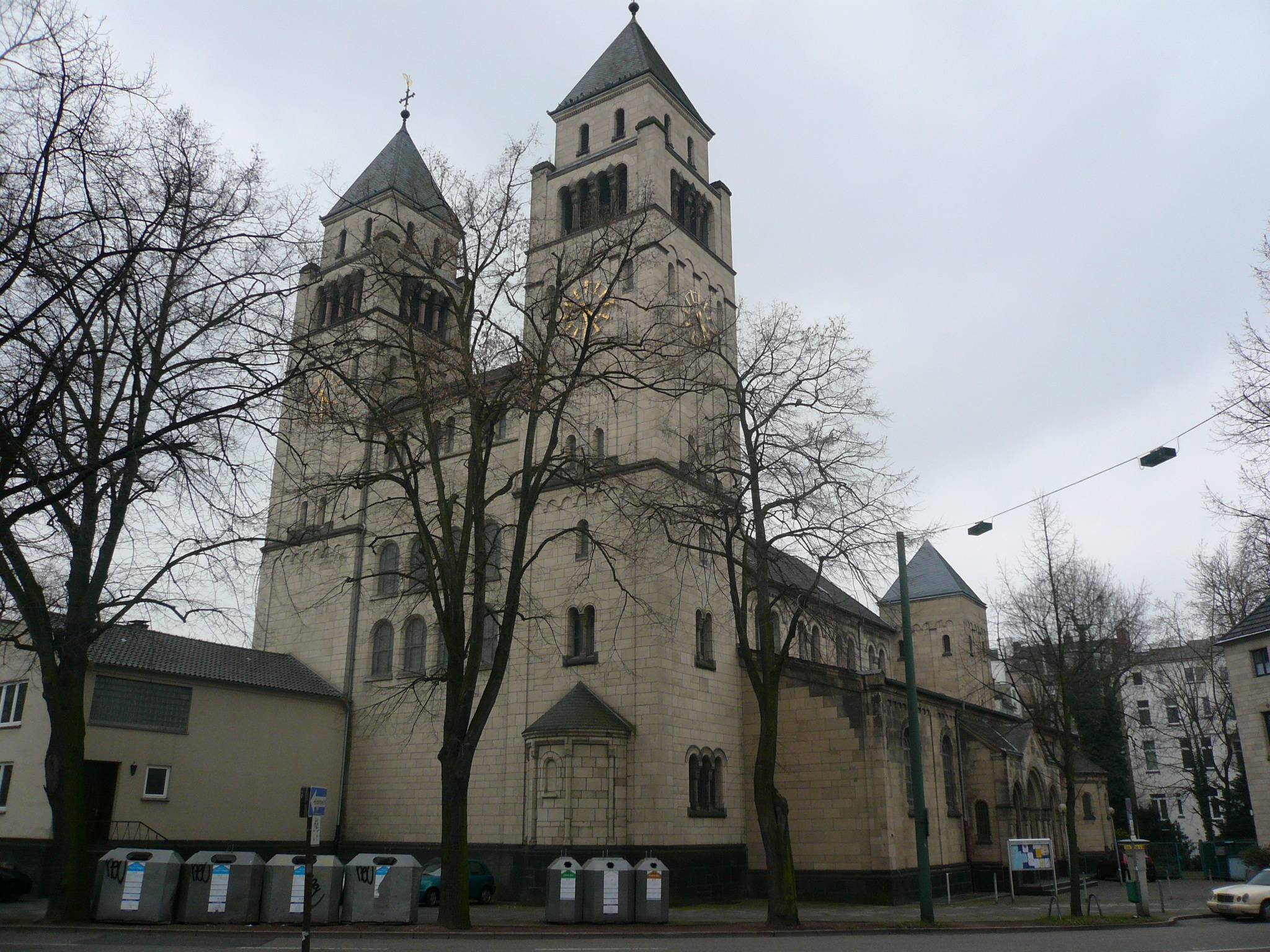
Heilig-Geist-Kirche

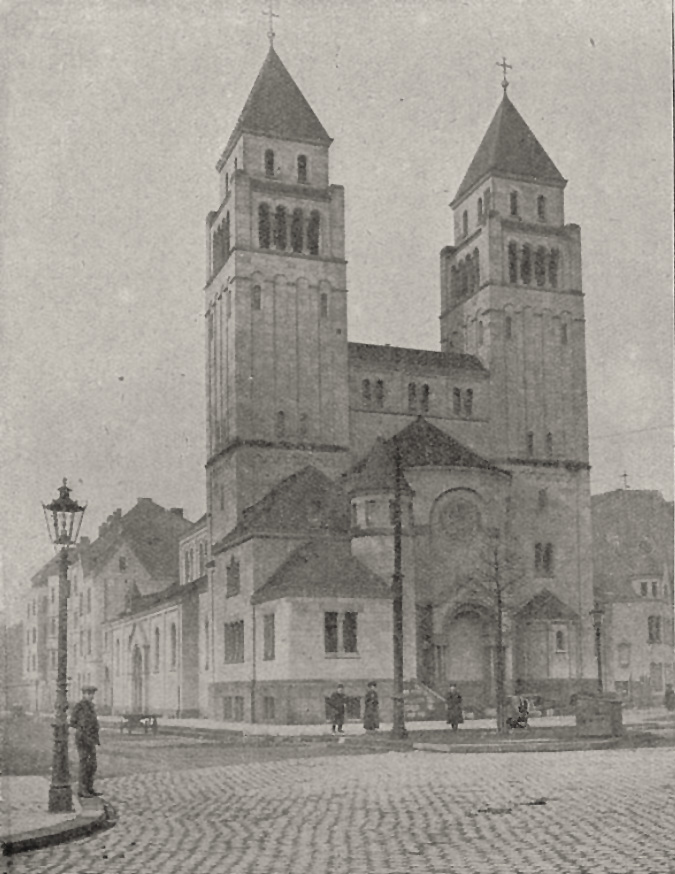
Die Heilige-Geist-Kirche in Düsseldorf, Moltkestraße, erbaut von Prof. Kleesattel, 1911

Die katholische Heilig-Geist-Kirche in Düsseldorf-Pempelfort ist eine der neun vom Architekten Josef Kleesattel entworfene Kirchen im Düsseldorfer Stadtgebiet.

## Geschichte
Der Architekt Kleesattel wählte, wie bei den meisten seiner Kirchen, den Stil der Neuromanik, orientiert an spätromanischen Basiliken.
Als direktes Vorbild diente die römische Basilika St. Neuseus und St. Achilleus.
Dennoch hat Heilig-Geist architektonische Besonderheiten aufzuweisen: Die Kirche ist vierschiffig ausgelegt.
Der Chorraum über der Krypta ist höher als dies der romanischen Bauweise entsprach.
Auch wurden drei verschiedene Säulentypen verwendet.
Die Heilig-Geist-Kirche wurde 1911 erbaut und 1913 eingeweiht.
Im Zweiten Weltkrieg erlitt die Kirche erhebliche Beschädigungen. Der Architekt Heinz Thoma ließ die Kirche mit einigen Vereinfachungen im Innenraum wiederherrichten.
1980 wurde Heilig Geist umfangreich renoviert. 1998 erhielt die Kirche neue Fenster nach Entwürfen des Künstlers Karl-Martin Hartmann.

## Orgel
Die Orgel wurde 1967 von dem Orgelbauer Johannes Klais (Bonn) erbaut. Das Schleifladen-Instrument hat 34 Register auf drei Manualen und Pedal. Die Spieltrakturen sind mechanisch, die Registertrakturen sind elektrisch.
| I Hauptwerk C– |       |
| Pommer         | 16′   |
| Principal      | 8′    |
| Gemshorn       | 8'    |
| Oktav          | 4′    |
| Traversflöte   | 4′    |
| Nasard         | 2 ⁄3′ |
| Superoktav     | 2′    |
| Mixtur V       | 1 ⁄3′ |
| Trompete       | 8′    |

| II Positiv C– |       |
| Holzgedackt   | 8′    |
| Spillpfeife   | 4′    |
| Principal     | 2′    |
| Sifflöte      | 1 ⁄3′ |
| Non           | 8⁄9′  |
| Cymbel III    | 1⁄2′  |
| Ducianregal   | 16′   |
| Musette       | 8′    |
| Tremulant     |       |

| III Schwellwerk C– |    |
| Rohrflöte          | 8′ |
| Viola da Gamba     | 8′ |
| Principal          | 4′ |
| Quintade           | 4′ |
| Waldflöte          | 2′ |
| Oktav              | 1′ |
| Sesquialter I–III  |    |
| Scharf IV-V        | 1′ |
| Schalmey           | 8′ |
| Tremulant          |    |

| Pedal C–        |     |
| Prinzipal       | 16′ |
| Untersatz       | 16′ |
| Oktav           | 8′  |
| Rohrgedackt     | 8′  |
| Choralbass      | 4′  |
| Nachthorn       | 2′  |
| Rauschpfeife II | 2′  |
| Stillposaune    | 16′ |

- Koppeln: II/I, I/P, II/P